# Андріївська церква (срібна монета)
«Андрі́ївська це́рква» — пам'ятна срібна монета номіналом 10 гривень, випущена Національним банком України, присвячена архітектурній перлині Києва, збудованій у середині XVIII ст. у стилі бароко за проектом видатного архітектора В. Растреллі — Андріївській церкві.
Монету введено в обіг 20 липня 2011 року. Вона належить до серії «Пам'ятки архітектури України».

## Опис монети та характеристики
| Номінал грн. | Метал            | Маса, г      | Діаметр, мм | Якість виготовлення | Гурт                           | Тираж, штук |
| ------------ | ---------------- | ------------ | ----------- | ------------------- | ------------------------------ | ----------- |
| 10           | срібло 925 проби | 31,1 / 33,62 | 38,6        | пруф                | гладкий із заглибленим написом | 8 000       |

### Аверс
На аверсі монети розміщено: малий Державний Герб України, під яким напис у три рядки «НАЦІОНАЛЬНИЙ БАНК УКРАЇНИ», фрагмент барокового ліплення, якому в оздобленні інтер'єру Андріївської церкви приділено значну увагу; унизу — номінал — «10»/«ГРИВЕНЬ»; рік карбування — «2011».

### Реверс
На реверсі монети розміщено Андріївську церкву, на тлі якої напис — «КИЇВ», та написи: «АНДРІЇВСЬКА ЦЕРКВА» (ліворуч півколом), «XVIII ст.» (праворуч вертикально).

## Автори
- Художник — Груденко Борис.

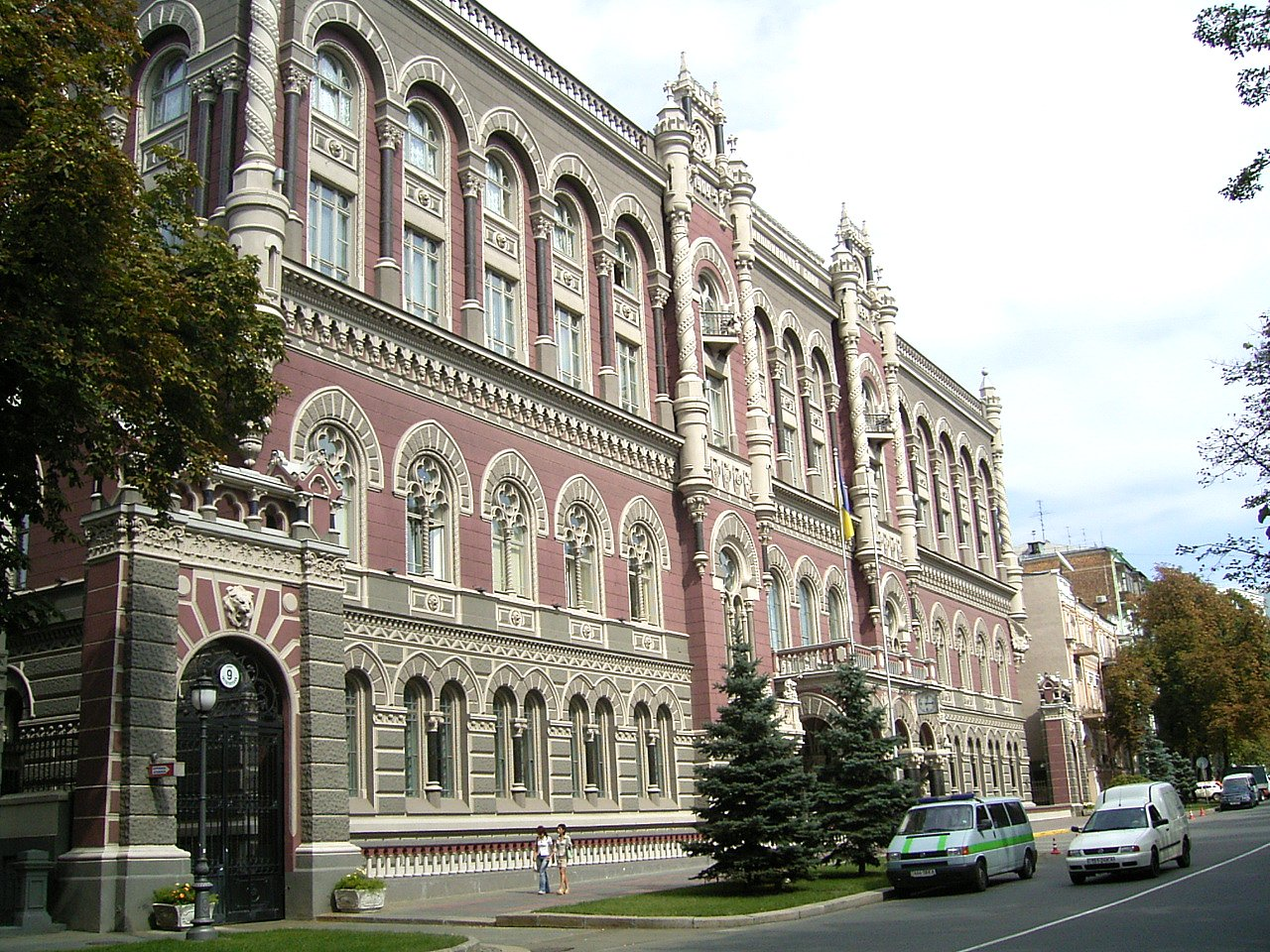
Будівля Національного банку України

- Скульптори: Атаманчук Володимир, Іваненко Святослав.

## Вартість монети
Ціна монети — 618 гривень була вказана на сайті Національного банку України в 2014 році.
Фактична приблизна вартість монети з роками змінювалася так:
| Рік        | 2012 | 2013 | 2014 | 2015 | 2016 | 2017 | 2018 | 2019 | 2020 | 2021  | 2022  | 2023  | 2024  | 2025  |
| ---------- | ---- | ---- | ---- | ---- | ---- | ---- | ---- | ---- | ---- | ----- | ----- | ----- | ----- | ----- |
| Ціна, грн. | 600  | 650  | 600  | 750  | 980  | 820  | 960  | 940  | 900  | 1 250 | 1 220 | 1 900 | 2 900 | 3 000 |